# 카린 괴링

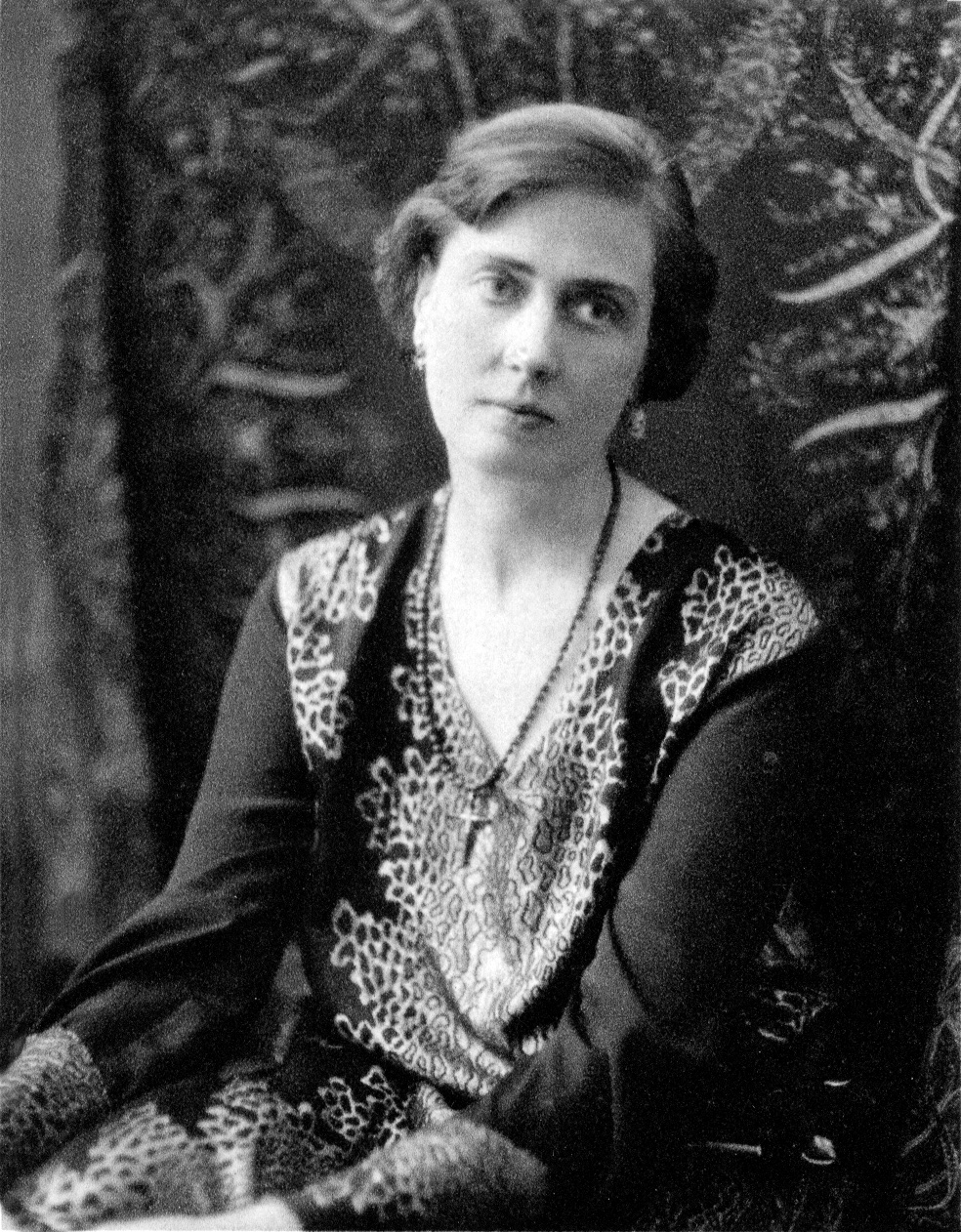
1927년의 괴링.

카린 아세리나 훌다 괴링(혼전성 폰 칸트초프 (Kantzow), 독일어: Carin Axelina Hulda Göring, 1888년 10월 21일 ~ 1931년 10월 17일)은 나치 독일의 군인 헤르만 괴링의 전 부인이다.

## 생애
1888년 스톡홀름에서 태어났으며, 카린의 아버지는 서팔리아에서 스웨덴으로 이민간 가족 출신의 스웨덴 육군 대령이었다. 그녀는 1910년 스웨덴군 장교 닐스 폰 칸트초프와의 결혼으로 카린 폰 칸트초프가 되었다.
1920년 첫 남편과 소원해진 사이 카린은 여동생 메리를 만나던 중 로켈스타드 성에서 헤르만 괴링을 만났다. 괴링은 카린과 사랑에 빠졌고 곧 스톡홀름에서 서로 만나기 시작했는데, 비록 그 당시 수치스러운 일이었지만 그녀는 어린 아이를 가진 별거 중인 기혼 여성이었다. 카린은 1922년 12월 폰 칸트초프와 이혼했고 1923년 1월 3일 괴링과 결혼했다. 결혼 후, 괴링은 처음에 뮌헨 교외의 한 집에서 살았다. 카린은 남편을 따라 나치당의 일원이 되었다.
카린은 40대 초반에 결핵을 앓았다. 1931년 카린의 어머니가 갑작스럽게 사망했을 때, 42세의 카린에게는 큰 충격으로 다가왔다. 비록 그녀의 건강이 여전히 취약했지만, 카린은 어머니의 장례식을 위해 스웨덴으로 갔다. 다음날 그녀는 스톡홀름에서 심장마비를 일으켰다. 괴링에게 전달된 소식에 그는 카린의 42세 생일을 4일 전인 1931년 10월 17일 심장마비로 죽을 때까지 그녀와 함께 있었다.
카린이 죽은 후, 카린의 언니인 패니는 그녀의 전기를 썼고 이 전기는 곧 독일에서 베스트셀러가 되었다. 1943년까지 이 책은 90만 부가 팔렸다.